# Nguyễn Xuân Bình
Nguyễn Xuân Bình (sinh năm 1917 – mất năm 2018), biệt danh là Xuân Bình, là võ sư nổi tiếng của Việt Nam, người đào tạo ra nhiều võ sĩ của Việt Nam.

## Tiểu sử
Xuân Bình sinh năm 1917 tại thôn Phú Hậu, xã Cát Chánh, huyện Phù Cát, tỉnh Bình Định. Gia đình ông là dòng dõi võ thuật, nên ông được ông ngoại dạy võ Thiếu Lâm từ năm 14 tuổi. Về sau, ông còn học thêm các môn võ: Võ Kinh, võ Tây Sơn, võ Thiếu Lâm Bắc Phái.
Từ năm 1943, ông bắt đầu mở lớp dạy võ thuật ngay tại quê hương và tại: Nha Trang, Phan Rang, Buôn Ma Thuột, Sài Gòn, Biên Hòa.
Ông tham gia Tổng cục Quyền thuật Việt Nam và là ủy viên sáng lập Tổng hội Võ học Việt Nam tại Sài Gòn, trực tiếp thượng đài và đào tạo nhiều võ sĩ ưu tú cho làng đấm Việt Nam (có biệt danh bắt đầu bằng chữ Xuân, như: Xuân Thanh, Xuân Cúc...).
Với những thành tích đó, ông đã được Tổng nha Thanh niên (thuộc Bộ Văn hóa Giáo dục và Thanh niên của Việt Nam Cộng hòa) tặng bằng danh dự về thành tích "đào tạo nhiều võ sĩ ưu tú cho làng đấm Việt Nam", cùng với các võ sư: Hồ Văn Lành, Trần Xil và Lý Huỳnh; và cũng từ đó, ông cùng ba võ sư nói trên được giới võ thuật gọi là "Tứ Tú" (bốn ngôi sao), đã nối nghiệp xứng đáng cho "Tam Nhật" (Hàn Bái, Ba Cát, Bảy Mùa) và Tam Nguyệt (Trương Thanh Đăng, Quách Văn Kế, Vũ Bá Oai).
Sau ngày 30 tháng 4 năm 1975, mãi đến năm 1979, ông mới mở lớp võ dạy lại tại xã Thiện An, Buôn Hồ, huyện Krông Buk, tỉnh Dak Lak.
Ông là một trong những thành viên của Ban cố vấn Liên đoàn Võ thuật Cổ truyền Việt Nam và đã được trao tặng Huy chương vì Sự nghiệp Thể dục Thể thao.
Ông mất ngày 6 tháng 1 năm 2018.